# 第50回スーパーボウル
第50回スーパーボウル（Super Bowl 50）は、2016年2月7日にアメリカ合衆国カリフォルニア州サンタクララのリーバイス・スタジアムで開催されたアメリカンフットボールの試合。2015年シーズンのNFL優勝をかけて、AFC王者デンバー・ブロンコスとNFC王者カロライナ・パンサーズが対戦した。その結果、24-10でブロンコスが勝利し、17年ぶり3回目の優勝を果たした。MVPにはブロンコスのLBボン・ミラーが選ばれた。ブロンコスのキュービアックヘッドコーチはスーパーボウルに選手、ヘッドコーチとして同一チームで出場し、ヘッドコーチとして制覇した初めての人物となった。
スーパーボウルの大会名における回数表記には、これまで常にローマ数字が使用されてきた。しかしこの第50回に限り、ローマ数字の L ではなくアラビア数字の 50 表記が採用されている。これには、第40回が XL と表記されたと比べると L のほうが縮小したイメージになってしまうことや、英語の L には Low（低い）や Lonely（孤独）といった悪いイメージが含まれることなどが理由として挙げられる。

## 開催地決定まで
第1回スーパーボウルがロサンゼルス・メモリアル・コロシアムで行われていることから、第50回スーパーボウルを同じカリフォルニア州ロサンゼルスで開催することは、その時点でロサンゼルスを本拠地とするNFLのチームが存在しないとしても可能である、という見解をNFLコミッショナーのロジャー・グッデルが2009年に示した。そのためロサンゼルスで建設が計画されていたファーマーズ・フィールドやロサンゼルス・スタジアムでの開催も検討された。またこの他にも、前述のロサンゼルス・メモリアル・コロシアムや、スーパーボウルを5回開催しているローズボウルなども候補となったが、以下のスタジアムが最終候補地に選ばれ、結局ロサンゼルスのスタジアムは残らなかった。
- カウボーイズ・スタジアム（テキサス州アーリントン）
- メルセデス・ベンツ・スーパードーム（ルイジアナ州ニューオーリンズ）
- リーバイス・スタジアム（カリフォルニア州サンタクララ）
- サンライフ・スタジアム（フロリダ州マイアミガーデンズ）
- センチュリーリンク・フィールド（ワシントン州シアトル）

更にリーグによって、スーパードーム、サンライフ・スタジアム、リーバイス・スタジアムの3候補地に絞られ、オーナー投票により、リーバイス・スタジアムが選ばれた。
同スタジアムでスーパーボウルが開催されるのは初めて。サンフランシスコ都市圏でスーパーボウルが開催されるのは、ジョー・モンタナ、ロジャー・クレイグ、ダン・マリーノ、マーク・デューパーといった選手が出場した第19回大会以来31年ぶり2度目となった。また、「ゴールデン・ステート」という別名のあるカリフォルニア州で開催されること、リーバイス・スタジアムを本拠地とする49ersの由来がゴールド・ラッシュの鉱夫が49erと呼ばれたことにあること、さらに結婚50周年が「金婚式」と呼ばれることなどを理由に、「ゴールデン・スーパーボウル」との別名でも呼ばれる。
| 回                         | AFC代表                    | スコア                     | NFC代表                    | MVP                        | MVP                        |
| スタンフォード・スタジアム | スタンフォード・スタジアム | スタンフォード・スタジアム | スタンフォード・スタジアム | スタンフォード・スタジアム | スタンフォード・スタジアム |
| -------------------------- | -------------------------- | -------------------------- | -------------------------- | -------------------------- | -------------------------- |
| 19                         | マイアミ・ドルフィンズ     | 16-38                      | サンフランシスコ・49ers    | QB                         | ジョー・モンタナ           |

   は、勝利したチーム

## 出場チーム
AFC代表デンバー・ブロンコスはAFC第1シードから第48回以来2年ぶり8度目の出場、NFC代表カロライナ・パンサーズはNFC第1シードから第38回以来12年ぶり2度目の出場である。勝利すれば、ブロンコスはQB・エルウェイを擁して二連覇を達成した第33回以来17年ぶり3度目のスーパーボウル制覇、パンサーズはスーパーボウル初制覇となる。スーパーボウルでの両チームの対戦は初めてである。

### デンバー・ブロンコス

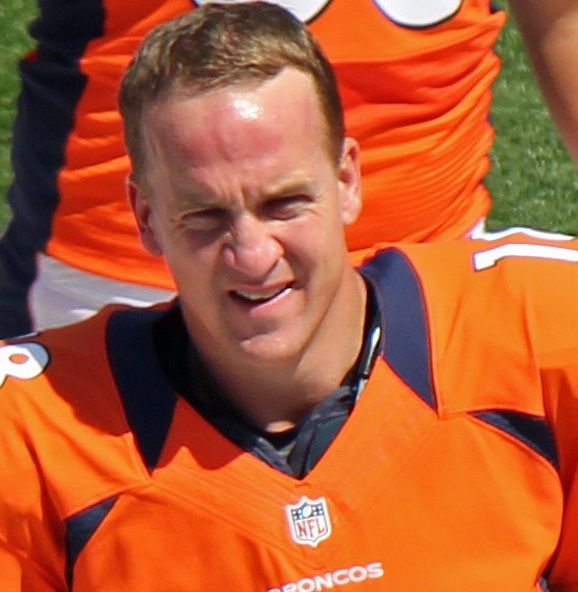
QBマニング

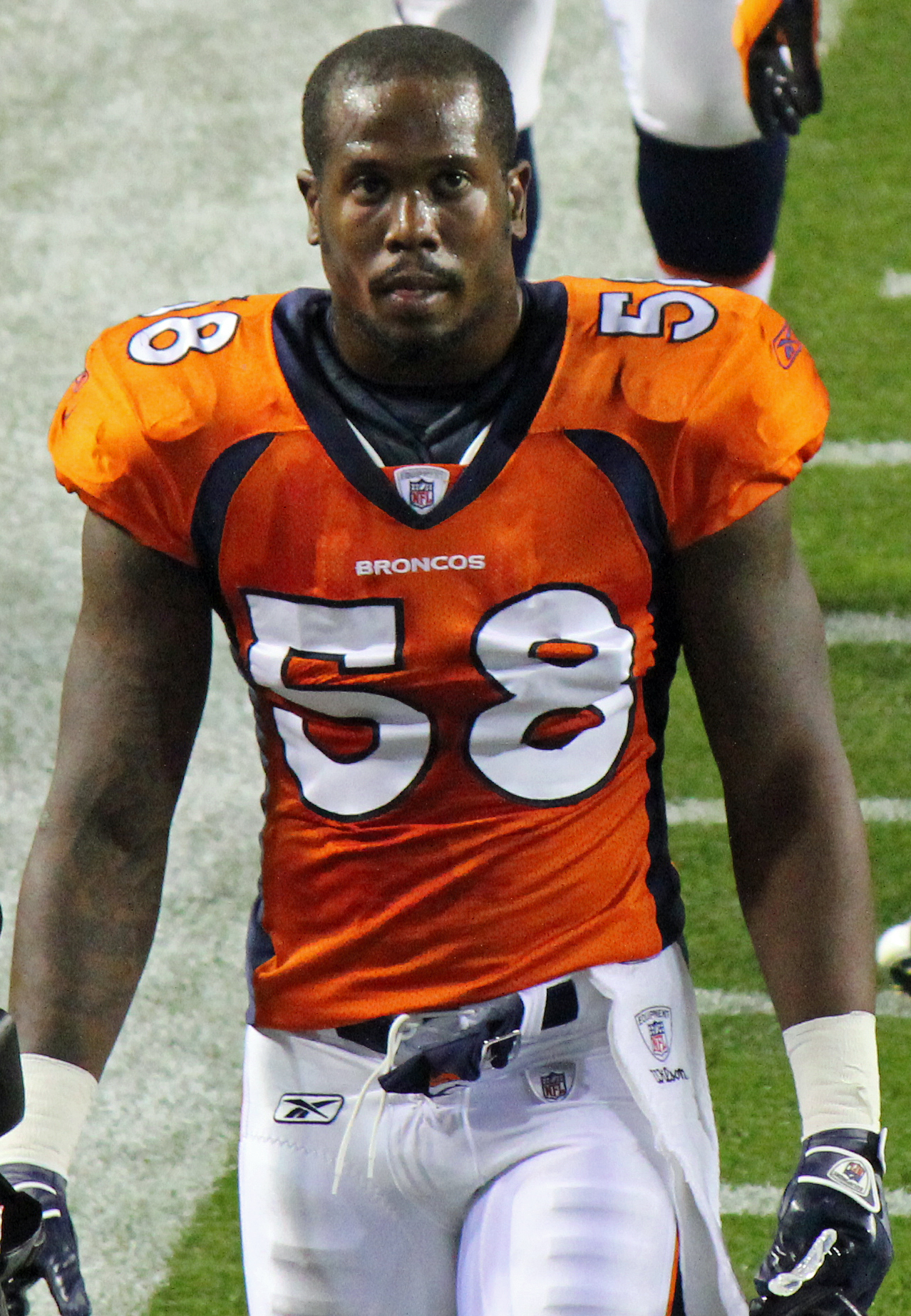
LBミラー

前年のディビジョナルプレーオフで敗れた後、ブロンコスは多くのコーチを入れ替えた。4年連続でAFC西地区優勝を果たしたジョン・フォックスヘッドコーチは解任され、ゲイリー・キュービアックがヘッドコーチに就任した。キュービアックヘッドコーチは、ゾーンブロッキングを用いたランオフェンスとペイトン・マニングのパス能力を融合したオフェンスを計画した。しかし、オフェンスの大きな変更やオフェンスラインに怪我人が続出したこともあり、マニングは新人の1998年以来ワーストとなる成績でシーズンを終えた。オフシーズンに39歳となったマニングは、夏から足底筋膜炎にも悩まされた。チームは開幕から7連勝したが、その一方で第10週終了時点で、インターセプト数でNFLワーストであった。第10週の試合で、マニングはパス獲得ヤードでNFL歴代1位となったが、4インターセプトを喫し、ブロック・オズワイラーと交代した。シーズン残り6試合で、オズワイラーが先発し、4勝2敗、第17週にそれまで4勝11敗のサンディエゴ・チャージャーズと対戦した試合で、7-13とリードされたところから、マニングがリリーフし、27-20と逆転勝利し、AFC第1シードを獲得、プレーオフではマニングが先発QBとなった。
ウェイド・フィリップスディフェンスコーディネーターに指導されたディフェンスは、トータル喪失ヤード、パス喪失ヤード、サック（52）でNFL1位となった。オフェンスの不振をディフェンスが補い、12勝4敗でホームフィールドアドバンテージを得た。
マニングは、自己ワーストとなるQBレイティング67.9、2,249ヤード、9TDに対して17インターセプトを喫した。オズワイラーは、1,967ヤード、10TD、6INT、QBレイティング86.4の成績を残した。WRデマリアス・トーマスがチームトップの105回のレシーブで1,304ヤード、6TD、エマニュエル・サンダースが76回のレシーブで1,135ヤード、6TDをあげた。TEオーエン・ダニエルズが46回のレシーブで517ヤードを獲得、RBC・J・アンダーソンがチームトップの863ヤードを走り、7TDをあげるとともに、25回のレシーブで183ヤードを獲得した。RBロニー・ヒルマンが720ヤード（平均4.7ヤード）、5TDに加えて24回のレシーブを獲得した。オフェンスは355得点でNFL19位、プロボウルに選ばれた選手はいなかった。
ディフェンスは、トータル喪失ヤードで4,530ヤードとなり、チーム史上初めてNFL1位となり、失点はNFL4位の296点であった。DEデレック・ウルフ、マリク・ジャクソンがそれぞれ5.5サックをあげた。プロボウルLBのボン・ミラーがチームトップの11サック、4ファンブルフォース、3ファンブルリカバーをあげた。LBデマーカス・ウェアはチーム2位の7,5サックをあげて、9回目のプロボウルに選ばれた。LBブランドン・マーシャルは、チームトップの109タックル、ダニー・トレバサンがチーム2位の102タックルをあげた。3インターセプトをあげたCBアキブ・タリブ、2インターセプトをあげたクリス・ハリス・ジュニアがプロボウルに選ばれた。
| 年   | 成績               | AFC  | 地区 | 勝 | 敗 | 分 | 率   | Div | Con  | 平均得点 | 平均失点 |
| ---- | ------------------ | ---- | ---- | -- | -- | -- | ---- | --- | ---- | -------- | -------- |
| 2015 | スーパーボウル制覇 | 1位  | 優勝 | 12 | 4  | 0  | .750 | 4-2 | 8-4  | 22.2     | 18.5     |
|      |                    |      |      |    |    |    |      |     |      |          |          |
| 2014 | ディビジョナル敗退 | 2位  | 優勝 | 12 | 4  | 0  | .750 | 6-0 | 10-2 | 30.1     | 22.1     |
| 2013 | AFC優勝/SB敗戦     | 1位  | 優勝 | 13 | 3  | 0  | .813 | 5-1 | 9-3  | 37.9     | 24.9     |
| 2012 | ディビジョナル敗退 | 1位  | 優勝 | 13 | 3  | 0  | .813 | 6-0 | 10-2 | 30.1     | 18.1     |
| 2011 | ディビジョナル敗退 | 4位  | 優勝 | 8  | 8  | 0  | .500 | 3-3 | 6-6  | 19.3     | 24.4     |
| 2010 | レギュラー敗退     | 14位 | 4位  | 4  | 12 | 0  | .250 | 1-5 | 3-9  | 21.5     | 29.4     |
| 2009 | レギュラー敗退     | 9位  | 2位  | 8  | 8  | 0  | .500 | 3-3 | 6-6  | 20.4     | 20.3     |
| 2008 | レギュラー敗退     | 10位 | 2位  | 8  | 8  | 0  | .500 | 3-3 | 5-7  | 23.1     | 28.0     |
| 2007 | レギュラー敗退     | 9位  | 2位  | 7  | 9  | 0  | .438 | 3-3 | 6-6  | 20.0     | 25.6     |
| 2006 | レギュラー敗退     | 7位  | 3位  | 9  | 7  | 0  | .563 | 3-3 | 8-4  | 19.9     | 19.1     |
| 2005 | AFC決勝敗退        | 2位  | 優勝 | 13 | 3  | 0  | .813 | 5-1 | 10-2 | 24.7     | 16.1     |

### カロライナ・パンサーズ

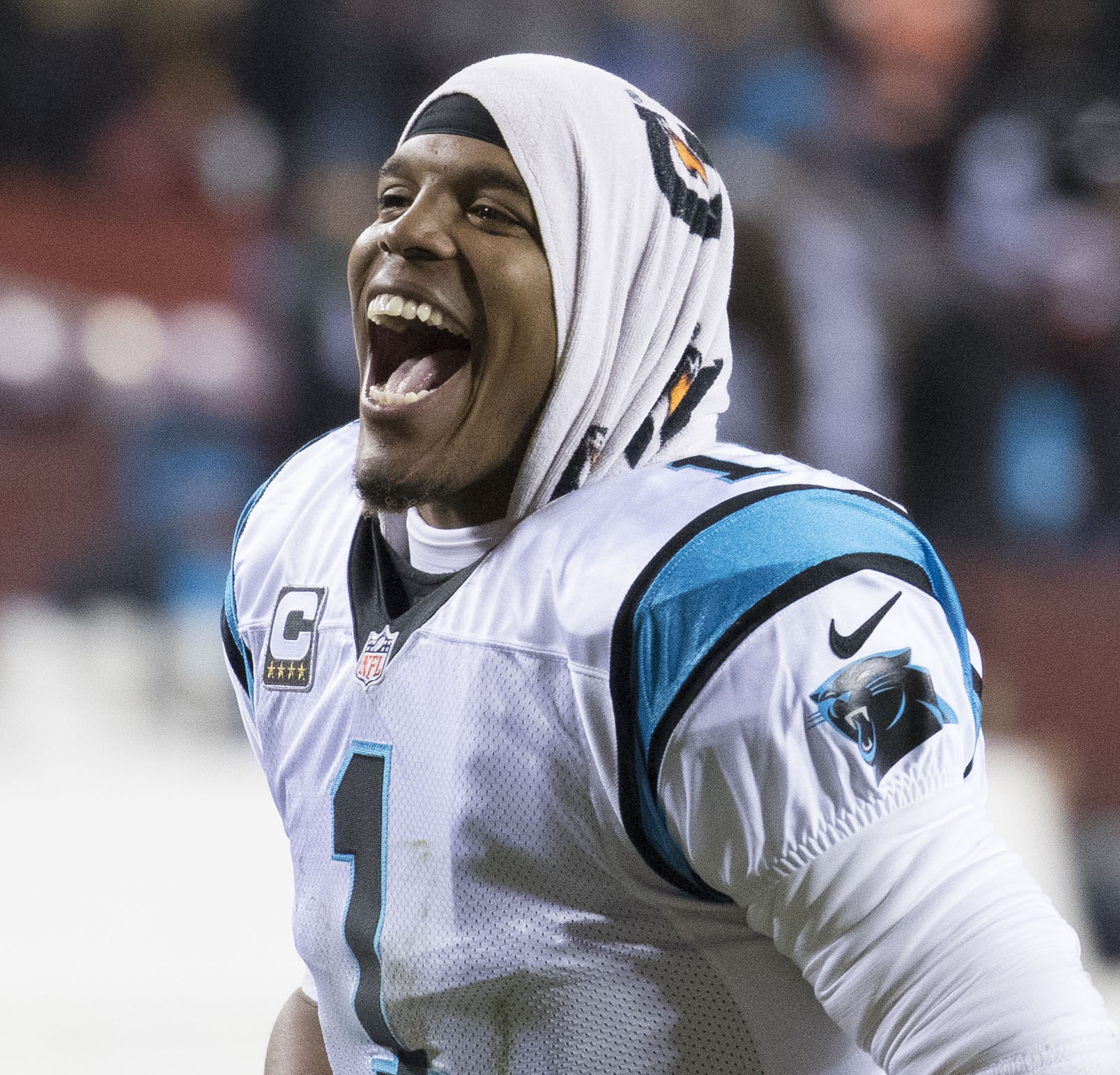
QBニュートン

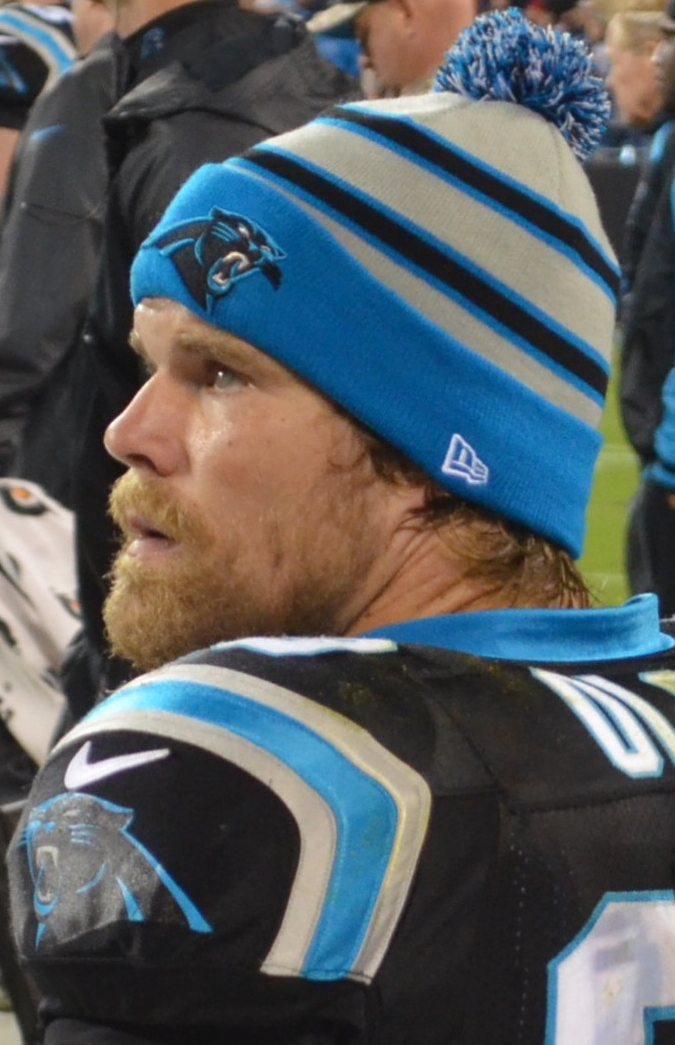
TEオルセン

長年活躍したRBディアンジェロ・ウィリアムズと契約を延長せず、トップWRのケルビン・ベンジャミンをプレシーズンにACL断裂で失ったものの、パンサーズはフランチャイズ史上ベストのレギュラーシーズン成績をおさめた。1978年にレギュラーシーズンが16試合となってから、15勝以上した7チーム目となった。チームは開幕から14連勝した。NFCのチームの開幕からの連勝記録は、2009年のニューオーリンズ・セインツ、2011年のグリーンベイ・パッカーズの開幕からの13連勝であった。チームは15勝1敗で初めてNFC第1シードとなり、ホームフィールドアドバンテージを獲得した。プロボウルにはチーム史上最多の10人、オールプロに8人が選ばれた。
オフェンスはNFLトップの500得点をあげ、6人がプロボウルに選ばれた。プロボウルQBキャム・ニュートンは、3,837ヤードを投げて、35TD、10INTでQBレイティングは自己ベストの99.4でシーズンを終えた。また636ヤードを走り、10TDをあげた。ニュートンのメインターゲットは、TEグレッグ・オルセンで、77回のレシーブで1,104ヤード、7TDをあげた。WRテッド・ジン・ジュニアが44回のレシーブで739ヤード、10TD、ジェリコ・コチェリーが39回のレシーブで485ヤード、新人のデビン・ファンチェスが31回のレシーブで473ヤード、5TD、2年目のコーリー・ブラウンが31回のレシーブで447ヤードを獲得した。バックフィールドでは、RBジョナサン・スチュワートが13試合に出場し、989ヤード、6TD、FBマイク・トルバートが256ヤードを走るとともに、18回のレシーブで154ヤードを獲得し、ともにプロボウルに選ばれた。オフェンスラインでは、Cライアン・カリル、Gトライ・ターナーの2人がプロボウルに選ばれた。
ディフェンスはリーグトップの39ターンオーバーを奪った。失点はNFL6位となる308失点、インターセプトはNFLトップの24回、4人の選手がプロボウルに選ばれた。プロボウルDTケイワン・ショートがチームトップの11サックに加えて、3ファンブルフォース、2ファンブルリカバーをあげた。マリオ・アディソンが6.5サックをあげた。3人の先発LBのうち、トーマス・デービス、ルーク・キークリーの2人がプロボウルに選ばれた。デービスは5.5サック、4ファンブルフォース。4インターセプトをあげ、キークリーはチームトップの118タックルに加えて、2ファンブルフォース、4インターセプトをあげた。Sカート・コールマンが88タックルに加えて、チームトップの7インターセプトをあげたプロボウルに選ばれた。ジョシュ・ノーマンはシャットダウンコーナーバックとして活躍、4インターセプト、2TDをあげた。

### プレーオフ
パンサーズはシアトル・シーホークスとのディビジョナルプレーオフで、前半で31-0とリード、後半シーホークスに追い上げられたものの、31-24で勝利した。アリゾナ・カージナルスとのNFCチャンピオンシップゲームでは、オフェンスが487ヤードを獲得、ディフェンスは7つのターンオーバーを奪い、49-15で勝利した。
ブロンコスは、ピッツバーグ・スティーラーズとのディビジョナルプレーオフで、試合最後の3分間で11得点をあげ、23-16で逆転勝利した。前年のスーパーボウルチャンピオン、ニューイングランド・ペイトリオッツとのAFCチャンピオンシップゲームでは、残り17秒にペイトリオッツが狙った2ポイントコンバージョンを止めて、20-18で勝利した。レギュラーシーズン中は、インターセプトの多かったマニングはプレーオフ2試合では、インターセプトなしであった。
| 年   | 成績               | NFC  | 地区 | 勝 | 敗 | 分 | 率   | Div | Con  | 平均得点 | 平均失点 |
| ---- | ------------------ | ---- | ---- | -- | -- | -- | ---- | --- | ---- | -------- | -------- |
| 2015 | NFC優勝/SB敗戦     | 1位  | 優勝 | 15 | 1  | 0  | .938 | 5-1 | 11-1 | 31.3     | 19.3     |
|      |                    |      |      |    |    |    |      |     |      |          |          |
| 2014 | ディビジョナル敗退 | 4位  | 優勝 | 7  | 8  | 1  | .469 | 4-2 | 6-6  | 21.2     | 23.4     |
| 2013 | ディビジョナル敗退 | 2位  | 優勝 | 12 | 4  | 0  | .750 | 5-1 | 9-3  | 22.9     | 15.1     |
| 2012 | レギュラー敗退     | 11位 | 2位  | 7  | 9  | 0  | .438 | 3-3 | 5-7  | 22.3     | 22.7     |
| 2011 | レギュラー敗退     | 12位 | 3位  | 6  | 10 | 0  | .375 | 2-4 | 3-9  | 25.4     | 26.8     |
| 2010 | レギュラー敗退     | 16位 | 4位  | 2  | 14 | 0  | .125 | 0-6 | 2-10 | 12.3     | 25.5     |
| 2009 | レギュラー敗退     | 8位  | 3位  | 8  | 8  | 0  | .500 | 4-2 | 8-4  | 19.7     | 19.3     |
| 2008 | ディビジョナル敗退 | 2位  | 優勝 | 12 | 4  | 0  | .750 | 4-2 | 8-4  | 25.9     | 20.6     |
| 2007 | レギュラー敗退     | 10位 | 2位  | 7  | 9  | 0  | .438 | 3-3 | 7-5  | 16.7     | 21.7     |
| 2006 | レギュラー敗退     | 8位  | 2位  | 8  | 8  | 0  | .500 | 5-1 | 6-6  | 16.9     | 19.1     |
| 2005 | NFC決勝敗退        | 5位  | 2位  | 11 | 5  | 0  | .688 | 4-2 | 8-4  | 24.4     | 16.2     |

| 1                          | 9/13             | ボルチモア・レイブンズ             | 19–13            | 1–0              |              |              |
| 2                          | 9/17             | at カンザスシティ・チーフス        | 31–24            | 2–0              |              |              |
| 3                          | 9/27             | at デトロイト・ライオンズ          | 24–12            | 3–0              |              |              |
| 4                          | 10/4             | ミネソタ・バイキングス             | 23–20            | 4–0              |              |              |
| 5                          | 10/11            | at オークランド・レイダース        | 16–10            | 5–0              |              |              |
| 6                          | 10/18            | at クリーブランド・ブラウンズ      | 26–23            | 6–0              |              |              |
| 7                          | バイウィーク     | バイウィーク                       | バイウィーク     | バイウィーク     | バイウィーク | バイウィーク |
| 8                          | 11/1             | グリーンベイ・パッカーズ           | 29–10            | 7–0              |              |              |
| 9                          | 11/8             | at インディアナポリス・コルツ      | 24–27            | 7–1              |              |              |
| 10                         | 11/15            | カンザスシティ・チーフス           | 13–29            | 7–2              |              |              |
| 11                         | 11/22            | at シカゴ・ベアーズ                | 17–15            | 8–2              |              |              |
| 12                         | 11/29            | ニューイングランド・ペイトリオッツ | 30–24            | 9–2              |              |              |
| 13                         | 12/6             | at サンディエゴ・チャージャーズ    | 17–3             | 10–2             |              |              |
| 14                         | 12/13            | オークランド・レイダース           | 12–15            | 10–3             |              |              |
| 15                         | 12/20            | at ピッツバーグ・スティーラーズ    | 27–34            | 10–4             |              |              |
| 16                         | 12/23            | シンシナティ・ベンガルズ           | 20–17            | 11–4             |              |              |
| 17                         | 1/3              | サンディエゴ・チャージャーズ       | 27–20            | 12–4             |              |              |
| プレイオフ（AFC第1シード） |                  |                                    |                  |                  |              |              |
| WC                         | シードにより免除 | シードにより免除                   | シードにより免除 | シードにより免除 |              |              |
| DP                         | 1/17             | ピッツバーグ・スティーラーズ       | 23–16            |                  |              |              |
| CC                         | 1/24             | ニューイングランド・ペイトリオッツ | 20–18            |                  |              |              |
| 勝利 敗戦 at：敵地での対戦 |                  |                                    |                  |                  |              |              |

| 1                          | 9/13                | at ジャクソンビル・ジャガーズ | 20–9                | 1–0                 |              |              |
| 2                          | 9/20                | ヒューストン・テキサンズ      | 24–17               | 2–0                 |              |              |
| 3                          | 9/27                | ニューオーリンズ・セインツ    | 27–22               | 3–0                 |              |              |
| 4                          | 10/4                | at タンパベイ・バッカニアーズ | 37–23               | 4–0                 |              |              |
| 5                          | バイウィーク        | バイウィーク                  | バイウィーク        | バイウィーク        | バイウィーク | バイウィーク |
| 6                          | 10/18               | at シアトル・シーホークス     | 27–23               | 5–0                 |              |              |
| 7                          | 10/25               | フィラデルフィア・イーグルス  | 27–16               | 6–0                 |              |              |
| 8                          | 11/2                | インディアナポリス・コルツ    | 29–26 (OT)          | 7–0                 |              |              |
| 9                          | 11/8                | グリーンベイ・パッカーズ      | 37–29               | 8–0                 |              |              |
| 10                         | 11/15               | at テネシー・タイタンズ       | 27–10               | 9–0                 |              |              |
| 11                         | 11/22               | ワシントン・レッドスキンズ    | 44–16               | 10–0                |              |              |
| 12                         | 11/26               | at ダラス・カウボーイズ       | 33–14               | 11–0                |              |              |
| 13                         | 12/6                | at ニューオーリンズ・セインツ | 41–38               | 12–0                |              |              |
| 14                         | 12/13               | アトランタ・ファルコンズ      | 38–0                | 13–0                |              |              |
| 15                         | 12/20               | at ニューヨーク・ジャイアンツ | 38–35               | 14–0                |              |              |
| 16                         | 12/27               | at アトランタ・ファルコンズ   | 13–20               | 14–1                |              |              |
| 17                         | 1/3                 | タンパベイ・バッカニアーズ    | 38–20               | 15–1                |              |              |
| プレイオフ（NFC第1シード） |                     |                               |                     |                     |              |              |
| WC                         | 第1シードにより免除 | 第1シードにより免除           | 第1シードにより免除 | 第1シードにより免除 |              |              |
| DP                         | 1/17                | シアトル・シーホークス        | 31–24               |                     |              |              |
| CC                         | 1/24                | アリゾナ・カージナルス        | 49–15               |                     |              |              |
| 勝利 敗戦 at：敵地での対戦 |                     |                               |                     |                     |              |              |

### 試合開始前の話題
2月6日にシーズンMVPが発表され、パンサーズのキャム・ニュートンが50票中48票を獲得し受賞者となった。ニュートンはオーバーン大学在学中にも、大学最優秀選手賞 "ハイズマン賞" 受賞者に選出され、さらにチームの全米王座獲得を経験している。大学でハイズマン賞受賞とチームの全米制覇、そしてNFLでシーズンMVP受賞の3つを経験した選手は過去に2人おり、ニュートンが3人目である。もしこれにスーパーボウル優勝が加われば、マーカス・アレンに次いで史上2人目、QBでは史上初の快挙となる。またパンサーズからは、リベラヘッドコーチが最優秀ヘッドコーチに選ばれた。
ACLを3回断裂しているパンサーズの11年目のベテラン、トーマス・デービスが、NFCチャンピオンシップゲームで上腕を骨折したが、スーパーボウル出場を目指していることが報道された。デービスの腕には金属のプレートと12本のボルトが埋め込まれた。
ペイトン・マニングは異なるチームでの複数回のスーパーボウル出場を果たした最初のQBとなった。39歳の彼がプレーすれば、スーパーボウルでプレーした最年長のQBとなる。これまでの最年長QBは、第33回スーパーボウルでプレーしたジョン・エルウェイ（2016年時、ブロンコス副社長）であり、38歳であった。
マニングの引退試合になるとも噂された。
この試合は、スーパーボウル史上初めて、NFLドラフト全体1位指名されたQB同士の争いとなった（マニングは、1998年の全体1位、ニュートンは2011年の全体1位）。またブロンコスのボン・ミラーは、2011年ドラフトの全体2位指名であり、2011年のドラフト上位2人の対決であることも注目された。
パンサーズのロン・リベラヘッドコーチは、第20回スーパーボウルにシカゴ・ベアーズのLBとして出場し、優勝している。ブロンコスのゲイリー・キュービアックヘッドコーチは、第21回スーパーボウル、第24回スーパーボウルといずれも敗れた試合でエルウェイをリリーフしている。
パンサーズはサンノゼ州立大学の施設で、ブロンコスはスタンフォード大学の施設で練習を行った。
モスコーニ・センターでNFLエクスペリエンスが開かれた。
ヴィンス・ロンバルディ・トロフィーはこれまでのスーパーボウルで最も大きなものとなっており、トロフィーの左右には18カラットのゴールドで、50と形作られている。

## エンターテインメント
第50回スーパーボウルを記念して、これまでのスーパーボウルMVP43人中40人が招待された。バート・スター（第1回・第2回MVP）、チャック・ハウリー（第5回MVP）の2人はビデオで登場、残る1人のハーベイ・マーティン（第12回MVP）は2001年に死去している。

### 国歌斉唱
2月2日、NFLはレディ・ガガがアメリカ国歌を独唱することを発表した。レディ・ガガは、赤いスーツを身に纏い、アイシャドー、ネイル、靴などにアメリカ国旗の色をちりばめて登場し、その脇でアカデミー賞女優のマーリー・マトリンが手話で国歌を演じた。
国歌斉唱が終了するタイミングでスタジアム上空を飛行機が通過するフライオーバーは海軍のアクロバットチーム、ブルーエンジェルス所属のF/A-18 ホーネットが行った。

### ハーフタイムショー
2015年11月下旬、ハーフタイムショーには複数のアーティストが登場することが公表された。まず12月3日にイギリスのロックバンド コールドプレイの出演が発表され、続いて第47回出演のビヨンセと第48回出演のブルーノ・マーズが再登場することも明らかにされた。当日はメインアクトのコールドプレイのショーに、1人目のゲストとしてブルーノ・マーズ、2人目のゲストとしてビヨンセが登場した。

## 試合経過
| \| 開始 \| 開始 \| 開始 \| ボール保持 \| ドライブ \| ドライブ \| TOP \| 結果 \| 得点内容 \| 得点内容 \| 得点内容 \| 得点 \| 得点 \| \| Q \| 時間 \| 地点 \| ボール保持 \| P \| yd \| TOP \| 結果 \| yd \| 得点者 \| PAT \| パンサーズ \| ブロンコス \| \| ------------------------------------------------------------------------------------------------------------------------------- \| ------------------------------------------------------------------------------------------------------------------------------- \| ------------------------------------------------------------------------------------------------------------------------------- \| ------------------------------------------------------------------------------------------------------------------------------- \| ------------------------------------------------------------------------------------------------------------------------------- \| ------------------------------------------------------------------------------------------------------------------------------- \| ------------------------------------------------------------------------------------------------------------------------------- \| ------------------------------------------------------------------------------------------------------------------------------- \| ------------------------------------------------------------------------------------------------------------------------------- \| ------------------------------------------------------------------------------------------------------------------------------- \| ------------------------------------------------------------------------------------------------------------------------------- \| ---------- \| ---------- \| \| 1 \| 15:00 \| 自陣20 \| ブロンコス \| 10 \| 64 \| 4:17 \| フィールドゴール成功 \| 34 \| McManus \| — \| 0 \| 3 \| \| 1 \| 10:43 \| 自陣19 \| パンサーズ \| 3 \| 9 \| 1:24 \| パント \| — \| — \| — \| — \| — \| \| 1 \| 9:19 \| 自陣25 \| ブロンコス \| 3 \| 9 \| 1:56 \| パント \| — \| — \| — \| — \| — \| \| 1 \| 7:23 \| 自陣15 \| パンサーズ \| 3 \| -15 \| 0:56 \| ファンブルリターンTD \| 0 \| Jackson \| キック成功 \| 0 \| 10 \| \| 1 \| 6:27 \| 自陣21 \| パンサーズ \| 7 \| 30 \| 3:15 \| パント \| — \| — \| — \| — \| — \| \| 1 \| 3:12 \| 自陣13 \| ブロンコス \| 3 \| -2 \| 1:57 \| パント \| — \| — \| — \| — \| — \| \| 1-2 \| 1:15 \| 自陣27 \| パンサーズ \| 9 \| 73 \| 4:50 \| タッチダウン（ラン） \| 1 \| Stewart \| キック成功 \| 7 \| 10 \| \| 2 \| 11:25 \| 自陣20 \| ブロンコス \| 3 \| -12 \| 0:39 \| パント \| — \| — \| — \| — \| — \| \| 2 \| 10:46 \| 自陣49 \| パンサーズ \| 3 \| -2 \| 1:35 \| パント（61ydリターン） \| — \| — \| — \| — \| — \| \| 2 \| 9:11 \| 敵陣14 \| ブロンコス \| 4 \| -1 \| 2:13 \| フィールドゴール成功 \| 33 \| McManus \| — \| 7 \| 13 \| \| 2 \| 6:58 \| 自陣20 \| パンサーズ \| 3 \| 40 \| 0:26 \| ファンブルロスト \| — \| — \| — \| — \| — \| \| 2 \| 6:28 \| 自陣40 \| ブロンコス \| 5 \| 36 \| 2:09 \| インターセプト \| — \| — \| — \| — \| — \| \| 2 \| 4:23 \| 自陣39 \| パンサーズ \| 3 \| 0 \| 1:06 \| パント \| — \| — \| — \| — \| — \| \| 2 \| 3:17 \| 自陣20 \| ブロンコス \| 3 \| 8 \| 1:22 \| パント \| — \| — \| — \| — \| — \| \| 2 \| 1:55 \| 自陣19 \| パンサーズ \| 8 \| 26 \| 1:55 \| 前半終了 \| — \| — \| — \| — \| — \| \| 前半終了 \| \| \| \| \| \| \| \| \| \| \| \| \| \| 3 \| 15:00 \| 自陣20 \| パンサーズ \| 10 \| 54 \| 4:12 \| 44ydフィールドゴール失敗 \| — \| — \| — \| — \| — \| \| 3 \| 10:48 \| 自陣34 \| ブロンコス \| 7 \| 54 \| 2:30 \| フィールドゴール成功 \| 30 \| McManus \| — \| 7 \| 16 \| \| 3 \| 8:18 \| 自陣20 \| パンサーズ \| 5 \| 52 \| 2:34 \| インターセプト \| — \| — \| — \| — \| — \| \| 3 \| 5:44 \| 自陣7 \| ブロンコス \| 4 \| 8 \| 2:32 \| パント \| — \| — \| — \| — \| — \| \| 3 \| 3:12 \| 自陣19 \| パンサーズ \| 5 \| 3 \| 2:53 \| パント \| — \| — \| — \| — \| — \| \| 3-4 \| 0:19 \| 自陣32 \| ブロンコス \| 5 \| 18 \| 2:02 \| ファンブルロスト \| — \| — \| — \| — \| — \| \| 4 \| 13:17 \| 50 \| パンサーズ \| 6 \| 29 \| 2:56 \| フィールドゴール成功 \| 39 \| Gano \| — \| 10 \| 16 \| \| 4 \| 10:21 \| 自陣24 \| ブロンコス \| 4 \| 8 \| 1:21 \| パント \| — \| — \| — \| — \| — \| \| 4 \| 9:00 \| 自陣28 \| パンサーズ \| 5 \| 3 \| 1:53 \| パント \| — \| — \| — \| — \| — \| \| 4 \| 7:07 \| 自陣25 \| ブロンコス \| 4 \| 8 \| 2:16 \| パント \| — \| — \| — \| — \| — \| \| 4 \| 4:51 \| 自陣24 \| パンサーズ \| 5 \| 3 \| 0:47 \| ファンブルロスト \| — \| — \| — \| — \| — \| \| 4 \| 4:04 \| 敵陣4 \| ブロンコス \| 3 \| 4 \| 0:56 \| タッチダウン（ラン） \| 2 \| アンダーソン \| キック成功 \| 10 \| 24 \| \| 4 \| 3:08 \| 自陣19 \| パンサーズ \| 3 \| -14 \| 1:11 \| パント \| — \| — \| — \| — \| — \| \| 4 \| 1:57 \| 自陣37 \| ブロンコス \| 3 \| 8 \| 1:03 \| パント \| — \| — \| — \| — \| — \| \| 4 \| 0:54 \| 自陣27 \| パンサーズ \| 3 \| 5 \| 0:54 \| 試合終了 \| — \| — \| — \| — \| — \| \| P=プレー数、TOP=タイム・オブ・ポゼッション、PAT=ポイント・アフター・タッチダウン。 アメリカンフットボールの用語集 (en) も参照。 \| P=プレー数、TOP=タイム・オブ・ポゼッション、PAT=ポイント・アフター・タッチダウン。 アメリカンフットボールの用語集 (en) も参照。 \| P=プレー数、TOP=タイム・オブ・ポゼッション、PAT=ポイント・アフター・タッチダウン。 アメリカンフットボールの用語集 (en) も参照。 \| P=プレー数、TOP=タイム・オブ・ポゼッション、PAT=ポイント・アフター・タッチダウン。 アメリカンフットボールの用語集 (en) も参照。 \| P=プレー数、TOP=タイム・オブ・ポゼッション、PAT=ポイント・アフター・タッチダウン。 アメリカンフットボールの用語集 (en) も参照。 \| P=プレー数、TOP=タイム・オブ・ポゼッション、PAT=ポイント・アフター・タッチダウン。 アメリカンフットボールの用語集 (en) も参照。 \| P=プレー数、TOP=タイム・オブ・ポゼッション、PAT=ポイント・アフター・タッチダウン。 アメリカンフットボールの用語集 (en) も参照。 \| P=プレー数、TOP=タイム・オブ・ポゼッション、PAT=ポイント・アフター・タッチダウン。 アメリカンフットボールの用語集 (en) も参照。 \| P=プレー数、TOP=タイム・オブ・ポゼッション、PAT=ポイント・アフター・タッチダウン。 アメリカンフットボールの用語集 (en) も参照。 \| P=プレー数、TOP=タイム・オブ・ポゼッション、PAT=ポイント・アフター・タッチダウン。 アメリカンフットボールの用語集 (en) も参照。 \| P=プレー数、TOP=タイム・オブ・ポゼッション、PAT=ポイント・アフター・タッチダウン。 アメリカンフットボールの用語集 (en) も参照。 \| 10 \| 24 \| | | | | | | | | | | |            |            |
| 開始 | 開始 | 開始 | ボール保持 | ドライブ | ドライブ | TOP | 結果 | 得点内容 | 得点内容 | 得点内容 | 得点       | 得点       |
| Q | 時間 | 地点 | ボール保持 | P | yd | TOP | 結果 | yd | 得点者 | PAT | パンサーズ | ブロンコス |
| 1 | 15:00 | 自陣20 | ブロンコス | 10 | 64 | 4:17 | フィールドゴール成功 | 34 | McManus | — | 0          | 3          |
| 1 | 10:43 | 自陣19 | パンサーズ | 3 | 9 | 1:24 | パント | — | — | — | —          | —          |
| 1 | 9:19 | 自陣25 | ブロンコス | 3 | 9 | 1:56 | パント | — | — | — | —          | —          |
| 1 | 7:23 | 自陣15 | パンサーズ | 3 | -15 | 0:56 | ファンブルリターンTD | 0 | Jackson | キック成功 | 0          | 10         |
| 1 | 6:27 | 自陣21 | パンサーズ | 7 | 30 | 3:15 | パント | — | — | — | —          | —          |
| 1 | 3:12 | 自陣13 | ブロンコス | 3 | -2 | 1:57 | パント | — | — | — | —          | —          |
| 1-2 | 1:15 | 自陣27 | パンサーズ | 9 | 73 | 4:50 | タッチダウン（ラン） | 1 | Stewart | キック成功 | 7          | 10         |
| 2 | 11:25 | 自陣20 | ブロンコス | 3 | -12 | 0:39 | パント | — | — | — | —          | —          |
| 2 | 10:46 | 自陣49 | パンサーズ | 3 | -2 | 1:35 | パント（61ydリターン） | — | — | — | —          | —          |
| 2 | 9:11 | 敵陣14 | ブロンコス | 4 | -1 | 2:13 | フィールドゴール成功 | 33 | McManus | — | 7          | 13         |
| 2 | 6:58 | 自陣20 | パンサーズ | 3 | 40 | 0:26 | ファンブルロスト | — | — | — | —          | —          |
| 2 | 6:28 | 自陣40 | ブロンコス | 5 | 36 | 2:09 | インターセプト | — | — | — | —          | —          |
| 2 | 4:23 | 自陣39 | パンサーズ | 3 | 0 | 1:06 | パント | — | — | — | —          | —          |
| 2 | 3:17 | 自陣20 | ブロンコス | 3 | 8 | 1:22 | パント | — | — | — | —          | —          |
| 2 | 1:55 | 自陣19 | パンサーズ | 8 | 26 | 1:55 | 前半終了 | — | — | — | —          | —          |
| 前半終了 | | | | | | | | | | |            |            |
| 3 | 15:00 | 自陣20 | パンサーズ | 10 | 54 | 4:12 | 44ydフィールドゴール失敗 | — | — | — | —          | —          |
| 3 | 10:48 | 自陣34 | ブロンコス | 7 | 54 | 2:30 | フィールドゴール成功 | 30 | McManus | — | 7          | 16         |
| 3 | 8:18 | 自陣20 | パンサーズ | 5 | 52 | 2:34 | インターセプト | — | — | — | —          | —          |
| 3 | 5:44 | 自陣7 | ブロンコス | 4 | 8 | 2:32 | パント | — | — | — | —          | —          |
| 3 | 3:12 | 自陣19 | パンサーズ | 5 | 3 | 2:53 | パント | — | — | — | —          | —          |
| 3-4 | 0:19 | 自陣32 | ブロンコス | 5 | 18 | 2:02 | ファンブルロスト | — | — | — | —          | —          |
| 4 | 13:17 | 50 | パンサーズ | 6 | 29 | 2:56 | フィールドゴール成功 | 39 | Gano | — | 10         | 16         |
| 4 | 10:21 | 自陣24 | ブロンコス | 4 | 8 | 1:21 | パント | — | — | — | —          | —          |
| 4 | 9:00 | 自陣28 | パンサーズ | 5 | 3 | 1:53 | パント | — | — | — | —          | —          |
| 4 | 7:07 | 自陣25 | ブロンコス | 4 | 8 | 2:16 | パント | — | — | — | —          | —          |
| 4 | 4:51 | 自陣24 | パンサーズ | 5 | 3 | 0:47 | ファンブルロスト | — | — | — | —          | —          |
| 4 | 4:04 | 敵陣4 | ブロンコス | 3 | 4 | 0:56 | タッチダウン（ラン） | 2 | アンダーソン | キック成功 | 10         | 24         |
| 4 | 3:08 | 自陣19 | パンサーズ | 3 | -14 | 1:11 | パント | — | — | — | —          | —          |
| 4 | 1:57 | 自陣37 | ブロンコス | 3 | 8 | 1:03 | パント | — | — | — | —          | —          |
| 4 | 0:54 | 自陣27 | パンサーズ | 3 | 5 | 0:54 | 試合終了 | — | — | — | —          | —          |
| P=プレー数、TOP=タイム・オブ・ポゼッション、PAT=ポイント・アフター・タッチダウン。 アメリカンフットボールの用語集 (en) も参照。 | P=プレー数、TOP=タイム・オブ・ポゼッション、PAT=ポイント・アフター・タッチダウン。 アメリカンフットボールの用語集 (en) も参照。 | P=プレー数、TOP=タイム・オブ・ポゼッション、PAT=ポイント・アフター・タッチダウン。 アメリカンフットボールの用語集 (en) も参照。 | P=プレー数、TOP=タイム・オブ・ポゼッション、PAT=ポイント・アフター・タッチダウン。 アメリカンフットボールの用語集 (en) も参照。 | P=プレー数、TOP=タイム・オブ・ポゼッション、PAT=ポイント・アフター・タッチダウン。 アメリカンフットボールの用語集 (en) も参照。 | P=プレー数、TOP=タイム・オブ・ポゼッション、PAT=ポイント・アフター・タッチダウン。 アメリカンフットボールの用語集 (en) も参照。 | P=プレー数、TOP=タイム・オブ・ポゼッション、PAT=ポイント・アフター・タッチダウン。 アメリカンフットボールの用語集 (en) も参照。 | P=プレー数、TOP=タイム・オブ・ポゼッション、PAT=ポイント・アフター・タッチダウン。 アメリカンフットボールの用語集 (en) も参照。 | P=プレー数、TOP=タイム・オブ・ポゼッション、PAT=ポイント・アフター・タッチダウン。 アメリカンフットボールの用語集 (en) も参照。 | P=プレー数、TOP=タイム・オブ・ポゼッション、PAT=ポイント・アフター・タッチダウン。 アメリカンフットボールの用語集 (en) も参照。 | P=プレー数、TOP=タイム・オブ・ポゼッション、PAT=ポイント・アフター・タッチダウン。 アメリカンフットボールの用語集 (en) も参照。 | 10         | 24         |

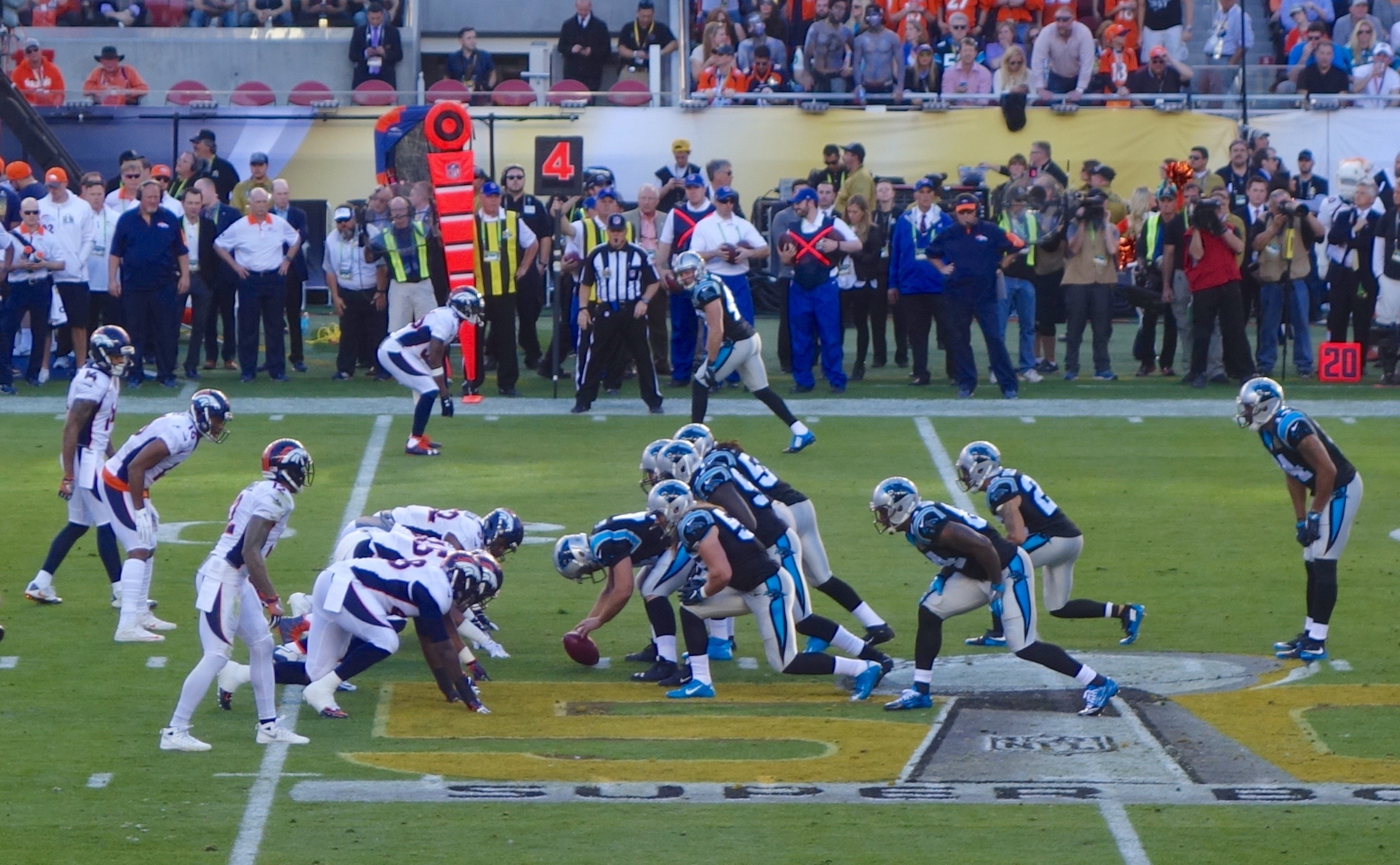
試合の様子

ブロンコスは第1Q、最初の攻撃でFGで先制、さらにボン・ミラーのサックでニュートンがファンブルしたボールをマリク・ジャクソンがエンドゾーン内でリカバーして、ファンブルリカバーTDをあげて、10-0とリードを広げた。第2QにパンサーズがTDをあげたが、スーパーボウル記録となるジョーダン・ノーウッドの61ヤードのパントリターンをFGにつなげて、前半を13-7で折り返した。
第3Q、パンサーズは最初の攻撃でFG失敗に終わり、ブロンコスは30ヤードのFGを成功させ、16-7とした。パンサーズは、第4Q残り10分半にターンオーバーでボールを奪取し、FGを成功させて、16-10と詰め寄った。残り約4分、ヴォン・ミラーのQBサックでニュートンがファンブルしたボールをT・J・ウォードがリカバー、C・J・アンダーソンの2ヤードTDラン、2ポイントコンバージョンの成功で24-10と14点差に広げた。試合はそのまま24-10で終了し、ブロンコスが3回目のスーパーボウル制覇を達成した。
ペイトン・マニングは、パス23回中13回成功、141ヤード、1INT、C・J・アンダーソンは23回のランで90ヤードを走り1TDをあげた。ヴォン・ミラーは2.5サック、2ファンブルフォースをあげて、MVPに選ばれた。またデマーカス・ウェアも2サックをあげた。
ブロンコスディフェンスは、7サック、4ターンオーバーを奪った。ブロンコスオフェンスの獲得ヤードは、194ヤードで、最少獲得ヤードで勝利したチームとなった。
パンサーズでは、ニュートンがパス41回中18回成功、265ヤード、1INT、2ファンブルロスト、ジョナサン・スチュワートが12回のランで29ヤード、1TD、コニー・イーリーがスーパーボウルタイ記録となる3サック、1ファンブルフォース、1INTをあげた。
2.5サック、2ファンブルフォースの活躍を見せたボン・ミラーがMVPに選ばれた。

### スターティングラインアップ
| パンサーズ                                | ポジション | ポジション | ブロンコス                                 |
| オフェンス                                | オフェンス | オフェンス | オフェンス                                 |
| ----------------------------------------- | ---------- | ---------- | ------------------------------------------ |
| ダリル・ウィリアムズ Daryl Williams       | WR         | WR         | デマリアス・トーマス Demaryius Thomas      |
| マイケル・オーア Michael Oher             | LT         | LT         | ライアン・ハリス Ryan Harris               |
| アンドリュー・ノーウェル Andrew Norwell   | LG         | LG         | エバン・マチス Evan Mathis                 |
| ライアン・カリル Ryan Kalil               | C          | C          | マット・パラディス Matt Paradis            |
| トライ・ターナー Trai Turner              | RG         | RG         | ルイス・バスケス Louis Vasquez             |
| マイク・レマーズ Mike Remmers             | RT         | RT         | マイケル・スコフィールド Michael Schofield |
| グレッグ・オルセン Greg Olsen             | TE         | TE         | オーエン・ダニエルズ Owen Daniels          |
| デビン・ファンチェス Devin Funchess       | WR         | WR         | エマニュエル・サンダース Emmanuel Sanders  |
| キャム・ニュートン Cam Newton             | QB         | QB         | ペイトン・マニング Peyton Manning          |
| ジョナサン・スチュワート Jonathan Stewart | RB         | RB         | C・J・アンダーソン C. J. Anderson          |
| エド・ディクソン Ed Dickson               | TE         | TE         | バーノン・デービス Vernon Davis            |
| スペシャルチーム                          |            |            |                                            |
| グラハム・ガノ Graham Gano                | K          | K          | ブランドン・マクマナス Brandon McManus     |
| ブラッド・ノートマン Brad Nortman         | P          | P          | ブリットン・コルキット Britton Colquitt    |

| パンサーズ                             | ポジション   | ポジション   | ブロンコス                                    |
| ディフェンス                           | ディフェンス | ディフェンス | ディフェンス                                  |
| -------------------------------------- | ------------ | ------------ | --------------------------------------------- |
| チャールズ・ジョンソン Charles Johnson | LDE          | DE           | デレック・ウルフ Derek Wolfe                  |
| スター・ロトゥレレイ Star Lotulelei    | LDT          | NT           | シルベスター・ウィリアムズ Sylvester Williams |
| ケイワン・ショート Kawann Short        | RDT          | DE           | マリック・ジャクソン Malik Jackson            |
| ジャレッド・アレン Jared Allen         | RDE          | SLB          | ボン・ミラー Von Miller                       |
| シャック・トンプソン Shaq Thompson     | SLB          | WLB          | デマーカス・ウェア DeMarcus Ware              |
| ルーク・キークリー Luke Kuechly        | MLB          | ILB          | ブランドン・マーシャル Brandon Marshall       |
| トーマス・デービス Thomas Davis        | WLB          | ILB          | ダニー・トレバサン Danny Trevathan            |
| ロバート・マクレイン Robert McClain    | LCB          | LCB          | アキブ・タリブ Aqib Talib                     |
| ジョシュ・ノーマン Josh Norman         | RCB          | RCB          | クリス・ハリス・ジュニア Chris Harris, Jr.    |
| ロマン・ハーパー Roman Harper          | SS           | SS           | T・J・ウォード T. J. Ward                     |
| カート・コールマン Kurt Coleman        | FS           | FS           | ダリアン・スチュワート Darian Stewart         |
| ヘッドコーチ                           |              |              |                                               |
| ロン・リベラ Ron Rivera                | HC           | HC           | ゲイリー・キュービアック Gary Kubiak          |

## 放送
全米テレビ中継はCBSが放送した。実況はジム・ナンツ、解説はフィル・シムズ、サイドラインレポートはトレイシー・ウィルソンとエバン・ウォッシュバーンが担当した。スタジアムには、アイビジョン360と呼ばれる撮影・再生システムが導入された。またスーパーボウル史上初めてエンドゾーン内のパイロンにもカメラとマイクが内蔵された。
CM枠は、これまでのスーパーボウルで最高額となる30秒で500万ドルとなった。試合終了後には『ザ・レイト・ショー・ウィズ・スティーヴン・コルベア』特別編がニューヨークのエド・サリヴァン・シアターから生放送された。その後の『レイト×2ショー with ジェームズ・コーデン』も特別版として放送された。
CBSによれば視聴者数は約1億6700万人で、テレビ史上最多記録となった。この視聴者数にはインターネットでの視聴者数は含まれない。この放送は2016年5月10日に発表された第37回スポーツ・エミー賞において、最優秀中継特別番組賞を受賞した。
| 2014年 第49回スーパーボウル （NBC） | スポーツ・エミー賞 最優秀中継特別番組賞 2015年 | 2016年 2016年のワールドシリーズ （FOX） |

2015年12月28日、ESPNデポーテスがCBS、NFLとスペイン語での放送を実施することに合意した。NBC、FOXと異なり、CBSにはスペイン語放送を行うことができず、アルヴァロ・マーティンの実況、ロール・アレグレの解説で、ESPNによってスペイン語放送が行われた。
日本では日テレジータス（実況：田辺研一郎、解説：後藤完夫、ゲスト：オードリー、相武紗季（女優、スーパーボウル応援サポーター）、リポート：佐藤義朗）と、NHK BS1（実況：曽根優、解説：河口正史）で生中継を行ったほか、日本テレビではダイジェスト版を同日深夜に放送した。

## トーナメント表
|  |                                           |                                           |                                           |                        |                        |                                    |                                            |                                    |                                            |                                            |                                            |                                          |                                          |                                          |  |  |  |  |
|  | 2016年1月10日 フェデックスフィールド      | 2016年1月10日 フェデックスフィールド      | 2016年1月10日 フェデックスフィールド      |                        |                        | 1月16日 フェニックス大学スタジアム | 1月16日 フェニックス大学スタジアム         | 1月16日 フェニックス大学スタジアム |                                            |                                            |                                            |                                          |                                          |                                          |  |  |  |  |
|  | 2016年1月10日 フェデックスフィールド      | 2016年1月10日 フェデックスフィールド      | 2016年1月10日 フェデックスフィールド      |                        |                        | 1月16日 フェニックス大学スタジアム | 1月16日 フェニックス大学スタジアム         | 1月16日 フェニックス大学スタジアム |                                            |                                            |                                            |                                          |                                          |                                          |  |  |  |  |
|  | 2016年1月10日 フェデックスフィールド      | 2016年1月10日 フェデックスフィールド      | 2016年1月10日 フェデックスフィールド      |                        |                        | 1月16日 フェニックス大学スタジアム | 1月16日 フェニックス大学スタジアム         | 1月16日 フェニックス大学スタジアム |                                            |                                            |                                            |                                          |                                          |                                          |  |  |  |  |
|  | 2016年1月10日 フェデックスフィールド      | 2016年1月10日 フェデックスフィールド      | 2016年1月10日 フェデックスフィールド      |                        |                        | 1月16日 フェニックス大学スタジアム | 1月16日 フェニックス大学スタジアム         | 1月16日 フェニックス大学スタジアム |                                            |                                            |                                            |                                          |                                          |                                          |  |  |  |  |
|  | 5                                         | パッカーズ                                | 35                                        |                        |                        | 1月16日 フェニックス大学スタジアム | 1月16日 フェニックス大学スタジアム         | 1月16日 フェニックス大学スタジアム |                                            |                                            |                                            |                                          |                                          |                                          |  |  |  |  |
|  | 5                                         | パッカーズ                                | 35                                        | 5                      | パッカーズ             | 20                                 |                                            |                                    |                                            |                                            |                                            |                                          |                                          |                                          |  |  |  |  |
|  | 4                                         | レッドスキンズ                            | 18                                        | 5                      | パッカーズ             | 20                                 |                                            |                                    | 1月24日 バンク・オブ・アメリカ・スタジアム | 1月24日 バンク・オブ・アメリカ・スタジアム | 1月24日 バンク・オブ・アメリカ・スタジアム |                                          |                                          |                                          |  |  |  |  |
|  | 4                                         | レッドスキンズ                            | 18                                        | 2                      | カージナルス           | 26*                                |                                            |                                    | 1月24日 バンク・オブ・アメリカ・スタジアム | 1月24日 バンク・オブ・アメリカ・スタジアム | 1月24日 バンク・オブ・アメリカ・スタジアム |                                          |                                          |                                          |  |  |  |  |
|  |                                           |                                           |                                           | 2                      | カージナルス           | 26*                                |                                            |                                    | 1月24日 バンク・オブ・アメリカ・スタジアム | 1月24日 バンク・オブ・アメリカ・スタジアム | 1月24日 バンク・オブ・アメリカ・スタジアム |                                          |                                          |                                          |  |  |  |  |
|  | NFC                                       |                                           |                                           |                        |                        |                                    |                                            |                                    | 1月24日 バンク・オブ・アメリカ・スタジアム | 1月24日 バンク・オブ・アメリカ・スタジアム | 1月24日 バンク・オブ・アメリカ・スタジアム |                                          |                                          |                                          |  |  |  |  |
|  | 2016年1月10日 TCFバンク・スタジアム       | 2016年1月10日 TCFバンク・スタジアム       | 2016年1月10日 TCFバンク・スタジアム       | 2                      | カージナルス           | 15                                 |                                            |                                    |                                            |                                            |                                            |                                          |                                          |                                          |  |  |  |  |
|  | 2016年1月10日 TCFバンク・スタジアム       | 2016年1月10日 TCFバンク・スタジアム       | 2016年1月10日 TCFバンク・スタジアム       | 2                      | カージナルス           | 15                                 | 1月17日 バンク・オブ・アメリカ・スタジアム |                                    |                                            |                                            |                                            |                                          |                                          |                                          |  |  |  |  |
|  | 2016年1月10日 TCFバンク・スタジアム       | 2016年1月10日 TCFバンク・スタジアム       | 2016年1月10日 TCFバンク・スタジアム       |                        | 1                      | パンサーズ                         | 49                                         |                                    |                                            |                                            |                                            |                                          |                                          |                                          |  |  |  |  |
|  | 2016年1月10日 TCFバンク・スタジアム       | 2016年1月10日 TCFバンク・スタジアム       | 2016年1月10日 TCFバンク・スタジアム       |                        | 1                      | パンサーズ                         | 49                                         |                                    |                                            |                                            |                                            |                                          |                                          |                                          |  |  |  |  |
|  | 6                                         | シーホークス                              | 10                                        | NFC チャンピオンシップ | NFC チャンピオンシップ | NFC チャンピオンシップ             |                                            |                                    |                                            |                                            |                                            |                                          |                                          |                                          |  |  |  |  |
|  | 6                                         | シーホークス                              | 10                                        | NFC チャンピオンシップ | NFC チャンピオンシップ | NFC チャンピオンシップ             | 6                                          | シーホークス                       | 24                                         |                                            |                                            |                                          |                                          |                                          |  |  |  |  |
|  | 3                                         | バイキングス                              | 9                                         | NFC チャンピオンシップ | NFC チャンピオンシップ | NFC チャンピオンシップ             | 6                                          | シーホークス                       | 24                                         |                                            |                                            | 2月7日 リーバイス・スタジアム            | 2月7日 リーバイス・スタジアム            | 2月7日 リーバイス・スタジアム            |  |  |  |  |
|  | 3                                         | バイキングス                              | 9                                         | NFC チャンピオンシップ | NFC チャンピオンシップ | NFC チャンピオンシップ             | 1                                          | パンサーズ                         | 31                                         |                                            |                                            | 2月7日 リーバイス・スタジアム            | 2月7日 リーバイス・スタジアム            | 2月7日 リーバイス・スタジアム            |  |  |  |  |
|  | ワイルドカード・プレーオフ                |                                           |                                           |                        |                        |                                    | 1                                          | パンサーズ                         | 31                                         |                                            |                                            | 2月7日 リーバイス・スタジアム            | 2月7日 リーバイス・スタジアム            | 2月7日 リーバイス・スタジアム            |  |  |  |  |
|  | ディビジョナル・プレーオフ                |                                           |                                           |                        |                        |                                    |                                            |                                    |                                            |                                            |                                            | 2月7日 リーバイス・スタジアム            | 2月7日 リーバイス・スタジアム            | 2月7日 リーバイス・スタジアム            |  |  |  |  |
|  | 2016年1月9日 NRGスタジアム                | 2016年1月9日 NRGスタジアム                | 2016年1月9日 NRGスタジアム                | N1                     | パンサーズ             | 10                                 |                                            |                                    |                                            |                                            |                                            |                                          |                                          |                                          |  |  |  |  |
|  | 2016年1月9日 NRGスタジアム                | 2016年1月9日 NRGスタジアム                | 2016年1月9日 NRGスタジアム                | N1                     | パンサーズ             | 10                                 | 1月16日 ジレット・スタジアム               |                                    |                                            |                                            |                                            |                                          |                                          |                                          |  |  |  |  |
|  | 2016年1月9日 NRGスタジアム                | 2016年1月9日 NRGスタジアム                | 2016年1月9日 NRGスタジアム                |                        | A1                     | ブロンコス                         | 24                                         |                                    |                                            |                                            |                                            |                                          |                                          |                                          |  |  |  |  |
|  | 2016年1月9日 NRGスタジアム                | 2016年1月9日 NRGスタジアム                | 2016年1月9日 NRGスタジアム                |                        | A1                     | ブロンコス                         | 24                                         |                                    |                                            |                                            |                                            |                                          |                                          |                                          |  |  |  |  |
|  | 5                                         | チーフス                                  | 30                                        | 第50回スーパーボウル   | 第50回スーパーボウル   | 第50回スーパーボウル               |                                            |                                    |                                            |                                            |                                            |                                          |                                          |                                          |  |  |  |  |
|  | 5                                         | チーフス                                  | 30                                        | 第50回スーパーボウル   | 第50回スーパーボウル   | 第50回スーパーボウル               | 5                                          | チーフス                           | 20                                         |                                            |                                            |                                          |                                          |                                          |  |  |  |  |
|  | 4                                         | テキサンズ                                | 0                                         | 第50回スーパーボウル   | 第50回スーパーボウル   | 第50回スーパーボウル               | 5                                          | チーフス                           | 20                                         |                                            |                                            | 1月24日 スポーツオーソリティ・フィールド | 1月24日 スポーツオーソリティ・フィールド | 1月24日 スポーツオーソリティ・フィールド |  |  |  |  |
|  | 4                                         | テキサンズ                                | 0                                         | 第50回スーパーボウル   | 第50回スーパーボウル   | 第50回スーパーボウル               | 2                                          | ペイトリオッツ                     | 27                                         |                                            |                                            | 1月24日 スポーツオーソリティ・フィールド | 1月24日 スポーツオーソリティ・フィールド | 1月24日 スポーツオーソリティ・フィールド |  |  |  |  |
|  |                                           |                                           |                                           |                        |                        |                                    | 2                                          | ペイトリオッツ                     | 27                                         |                                            |                                            | 1月24日 スポーツオーソリティ・フィールド | 1月24日 スポーツオーソリティ・フィールド | 1月24日 スポーツオーソリティ・フィールド |  |  |  |  |
|  | AFC                                       |                                           |                                           |                        |                        |                                    |                                            |                                    |                                            |                                            |                                            | 1月24日 スポーツオーソリティ・フィールド | 1月24日 スポーツオーソリティ・フィールド | 1月24日 スポーツオーソリティ・フィールド |  |  |  |  |
|  | 2016年1月9日 ポール・ブラウン・スタジアム | 2016年1月9日 ポール・ブラウン・スタジアム | 2016年1月9日 ポール・ブラウン・スタジアム | 2                      | ペイトリオッツ         | 18                                 |                                            |                                    |                                            |                                            |                                            |                                          |                                          |                                          |  |  |  |  |
|  | 2016年1月9日 ポール・ブラウン・スタジアム | 2016年1月9日 ポール・ブラウン・スタジアム | 2016年1月9日 ポール・ブラウン・スタジアム | 2                      | ペイトリオッツ         | 18                                 | 1月17日 スポーツオーソリティ・フィールド   |                                    |                                            |                                            |                                            |                                          |                                          |                                          |  |  |  |  |
|  | 2016年1月9日 ポール・ブラウン・スタジアム | 2016年1月9日 ポール・ブラウン・スタジアム | 2016年1月9日 ポール・ブラウン・スタジアム |                        | 1                      | ブロンコス                         | 20                                         |                                    |                                            |                                            |                                            |                                          |                                          |                                          |  |  |  |  |
|  | 2016年1月9日 ポール・ブラウン・スタジアム | 2016年1月9日 ポール・ブラウン・スタジアム | 2016年1月9日 ポール・ブラウン・スタジアム |                        | 1                      | ブロンコス                         | 20                                         |                                    |                                            |                                            |                                            |                                          |                                          |                                          |  |  |  |  |
|  | 6                                         | スティーラーズ                            | 18                                        | AFC チャンピオンシップ | AFC チャンピオンシップ | AFC チャンピオンシップ             |                                            |                                    |                                            |                                            |                                            |                                          |                                          |                                          |  |  |  |  |
|  | 6                                         | スティーラーズ                            | 18                                        | AFC チャンピオンシップ | AFC チャンピオンシップ | AFC チャンピオンシップ             | 6                                          | スティーラーズ                     | 16                                         |                                            |                                            |                                          |                                          |                                          |  |  |  |  |
|  | 3                                         | ベンガルズ                                | 16                                        | AFC チャンピオンシップ | AFC チャンピオンシップ | AFC チャンピオンシップ             | 6                                          | スティーラーズ                     | 16                                         |                                            |                                            |                                          |                                          |                                          |  |  |  |  |
|  | 3                                         | ベンガルズ                                | 16                                        | AFC チャンピオンシップ | AFC チャンピオンシップ | AFC チャンピオンシップ             | 1                                          | ブロンコス                         | 23                                         |                                            |                                            |                                          |                                          |                                          |  |  |  |  |
|  |                                           |                                           |                                           |                        |                        |                                    | 1                                          | ブロンコス                         | 23                                         |                                            |                                            |                                          |                                          |                                          |  |  |  |  |